# Long Long Man
Sakeru Gummy vs. Long Sakeru Gummy (さけるグミVSなが～いさけるグミ Sakeru Gumi tai Nagāi Sakeru Gumi?), conocido como Long Long Man, es una serie de comerciales de televisión de 2017 producida en Japón por Hakuhodo para UHA Mikakuto Co. Ltd., el fabricante de las golosinas Sakeru Gummy y Long Sakeru Gummy. La serie de comerciales de 11 capítulos sigue a una pareja que ama a Sakeru Gummy y su conflicto con un hombre misterioso que come una versión más larga del chicle.

## Trama
Chi-chan y Tooru-san aman a Sakeru Gummy, pero un día, ven a "Long Long Man", un misterioso hombre bigotudo arrancando una tira de Long Sakeru Gummy mientras suena una seductora música de jazz de fondo. Desde ese día, Chi-chan se obsesiona con Long Long Man y cualquier cosa de gran extensión. Su relación con Tooru-san se tensa cuando descubre un paquete de Long Sakeru Gummy en su apartamento, lo que indica que Chi-chan había estado infiel. Durante su discusión, Chi-chan se desmaya y le miente a Tooru-san diciéndole que tiene una vida corta y que mirar cosas largas la libera de sus preocupaciones. Cuando el amigo de Chi-chan explica que el Sakeru Gummy normal es simplemente Long Sakeru Gummy recortado en trozos más pequeños, Chi-chan se reconcilia con Tooru-san, a pesar de su persistente obsesión con Long Long Man. El día de su boda, se encuentran una vez más con Long Long Man, y Chi-chan intenta dejar a Tooru-san por él, solo para que Long Long Man revele que estuvo enamorado de Tooru-san todo el tiempo.

## Episodios
1. Date (デート Dēto?)
2. Zoo (動物園 Dōbutsuen?)
3. Bike Courier (バイク便 Baiku-bin?)
4. Entrance (玄関 Genkan?)
5. Jealousy (嫉妬 Shitto?)
6. Secret (秘密 Himitsu?)
7. Lie (嘘 Uso?)
8. Proposal (プロポーズ Puropōzu?)
9. Taxi (タクシー Takushī?)
10. Long Long Limousine: The Bride's Real Intention (ロングロングリムジン ～花嫁の本音～ Rongu Rongu Rimujin: Hanayome no Hon'ne?)
11. True Love (さける2人 ～愛について～ Sakeru Futari: Ai ni Tsuite?, lit. "Two Sakerus: About Love")

## Premios
La serie comercial ganó el León de Plata en el Festival Internacional de Creatividad Cannes Lions 2018, el Premio de Bronce en el AdFest 2019, el Gran Premio de ACC, el Premio del Ministro de Asuntos Internos y Comunicaciones en los Premios de Creatividad ACC Tokyo 2018 y el Gran Premio del Premio de Publicidad TCC 2018.